# Казинский сельсовет (Грязинский район)
Казинский сельсовет — сельское поселение в Грязинском районе Липецкой области Российской Федерации.
Административный центр — село Казинка.

## История
Статус и границы сельского поселения установлены Законом Липецкой области от 23 сентября 2004 года № 126-ОЗ «Об установлении границ муниципальных образований Липецкой области»

## Население
| 2010  | 2012  | 2013  | 2014  | 2015  | 2016  | 2017  |
| ----- | ----- | ----- | ----- | ----- | ----- | ----- |
| 2730  | ↗2790 | ↗2891 | ↗3086 | ↗3130 | ↗3196 | ↗3224 |
| 2018  | 2021  |       |       |       |       |       |
| ↘3201 | ↘3144 |       |       |       |       |       |

## Состав сельского поселения
| № | Населённый пункт | Тип населённого пункта       | Население |
| - | ---------------- | ---------------------------- | --------- |
| 1 | Казинка          | село, административный центр | ↘3144     |